# Sangharakshita
Sangharakshita, nato Dennis Philip Edward Lingwood (Londra, 26 agosto 1925 – Hereford, 30 ottobre 2018), è stato un monaco buddista britannico.
È il fondatore dell'Ordine degli Amici del Buddismo Occidentale (FWBO), e dell'Ordine dei Buddisti Occidentali (WBO). È uno studioso di buddismo occidentale ammirato per il suo operato di diffusione degli insegnamenti e visto con sospetto da qualche suo ex-discepolo che lo accusa di narcisismo mediatico.

## Biografia
Sangharakshita è nato a Tooting a Londra nel 1925. Durante la sua infanzia fu costretto a letto per due anni a causa di una diagnosi infausta sulle condizioni cardiache. Così occupò il tempo leggendo, acquisendo dimestichezza sulle nozioni di arte, cultura e filosofia. A sedici anni lesse una copia del Sutra di diamante e quindi ebbe un'esperienza mistica dalla quale ebbe conferma di essere Buddhista e di esserlo sempre stato. Durante la Seconda guerra mondiale fu inviato in India dove rimase oltre il termine della guerra per ottenere l'ordinazione di Bhikkhu.

## India
Al termine della guerra, durante la smobilitazione decise di restare a vivere in India. Rinunciò ai suoi averi e bruciò i documenti d'identità. Per i due anni che seguirono viaggiò, accompagnato, per l'India del Sud per lo più. Elemosinarono il cibo e praticarono la meditazione. In questo periodo conobbe molti insegnanti Hindu come Ramana Maharshi ed entrò in contatto con la Mahabodhi Society. Al termine di questo ciclo itinerante, Sangharakshita era determinato ad essere ordinato come monaco buddista. A questo scopo prese un treno per Delhi con il suo compagno spirituale per poi raggiungere Sarnath. I monaci del posto furono sospettosi nei confronti di due sconosciuti venuti dal nulla e si rifiutarono di ordinarli. Allora viaggiarono a piedi fino a Kushinara dove ottenere l'ordinazione di noviziato (shramana) dal monaco Burmese U Chandramani. Tuttavia, pur avendo loro concesso il noviziato, i monaci del posto decisero anche di non impartire loro nessun insegnamento, indirizzandoli allo scopo dal professore di Pali Bhikkhu Jagdish Kashyap presso l'Università Hindu di Benares dove rimasero per otto mesi studiando il Pali, l'Abhidhamma e la logica buddista. Al termine di questo periodo Sangharakshita e Kashyap organizzarono una serie di incontri pubblici nella regione del Darjeeling.
Kashyap, che stava programmando di ritirarsi dall'insegnamento, lo abbandonò sbrigativamente nella cittadella di Kalimpong con l'imperativo testuale di "lavorare per il bene del Buddismo". Quella cittadina sulle colline fu la sua base per 14 anni fino al ritorno in Inghilterra nel 1966.
Nonostante l'ordinazione Theravada, nel suo peregrinare incontrò molti maestri spirituali tra i quali i più influenti furono i tibetani buddisti fuggiti dopo l'occupazione cinese negli anni cinquanta.
Forse il più influente fu Dhardo Rimpoche che gli fu anche amico e dal quale ricevette l'ordinazione di Bodhisattva che non richiede la vita monastica e il cui voto centrale è l'impegno a ottenere la buddhità per il bene di tutti gli esseri dell'universo con la differenza più importante rispetto al voto monastico che si deve essere disposti a commettere una delle azioni non virtuose del corpo e della parola per compassione verso gli altri. A questo si aggiungono altre 18 promesse.
C. M. Chen fu l'altro maestro al di fuori degli insegnamenti degli anziani che lo influenzò molto sulla pratica Ch'an e Vajrayana.

### Ritorno ad Occidente
A metà degli anni sessanta Sangharakshita ricevette un invito a visitare l'Inghilterra come supporto ad una disputa emersa all'Hampstead Buddhist Vihara. L'approccio di Sangharakshita abbracciava molti cordoni della tradizione buddista, in contrasto con lo stile Theravadin al vihara(monastero), e così ebbe la meglio su entrambi i contendenti. Capì allora che esisteva una necessità ed anche un esplicito desiderio tra i suoi amici di un insegnamento approfondito, pronti a riceverlo umilmente, così decise di restare in Inghilterra.
Mentre in India era impegnato in un tour di addio ricevette una lettera dall'Inghilterra per avvisarlo che non era più gradito all'Hampstead Vihara, per cui non partì. Al comitato organizzatore dell'Hampstead Vihara giunsero voci screditanti sulla natura della sua amicizia profonda con Terry Delamare che tuttavia era eterosessuale. Ma quantunque così fosse, c'erano altre voci su come Sangharakshita avesse la capacità di persuadere giovani eterosessuali ad avere rapporti sessuali con lui per la loro "crescita spirituale".
Così dopo essersi consultato con i suoi mentori ed amici indiani tra cui Dhardo Rimpoche, decise di tornare in Inghilterra per fondare un nuovo movimento buddista prima con l'istituzione de Amici dell'Ordine Buddista Occidentale (FWBO) nel 1967 e poi dell'Ordine Buddista Occidentale (WBO) l'anno successivo quando ordinò i primi seguaci.
La prima sede del nuovo movimento fu il seminterrato di un negozio in Monmouth Street a Londra, dove Sangharakshita non solo conduceva sedute meditative e pujas e guidava sessioni di dibattito, ma anche disponeva i cuscini, faceva il the e a fine della giornata ripuliva.
L'FWBO (Friends of the Western Buddhist Order) e il WBO (Western Buddhist Order) si prefiggono l'obbiettivo di introdurre il buddismo in occidente senza il settarismo del buddismo orientale. Oggi l'FWBO è un movimento internazionale in crescita, membro dell'Unione Buddista Europea alla quale l'Unione Buddista Italiana è ufficialmente associata.

## Insegnanti di Sangharakshita
- Bhikkhu Jagdish Kashyap:  con lui Sangharakshita studiò il Pali e la Logica Buddista. Kashyapji condusse Sangharakshita a Kalimpong e gli chiese di restare per il Dharma.
- C. M. Chen (1906-1987): alias Yogi Chen, l'eremita dedito alla meditazione che insegnò a Sangharakshita la meditazione.
- Dhardo Rimpoche: Lama Tibetano.
- Chetul Sangye Dorje
- Kachu Rimpoche
- Dudjom Rimpoche
- Dilgo Khyentse Rimpoche
- Jamyang Khyentse Rimpoche

## Insegnamenti distintivi
Sangharakshita è in parte conservatore e in parte radicale. Enfatizza gli insegnamenti basilari come l'impermanenza e le Quattro Nobili Verità, e allo stesso tempo scarta gli insegnamenti che a lui sembrano superflui. Ordinato come Bhikku Theravadin esperì iniziazioni tantriche da lama tibetani.
La ricerca della protezione è diventato il tema centrale nel suo ambito di insegnamento. Vede in questa ricerca la causa principale del diventare buddista e dell'esserlo. Secondo lui per rispondere alla sofferenza e alla insoddisfazione tutti cercano protezione rifugiandosi in vari ambiti come le relazioni, il sesso, la cioccolata, i feticci. Invece la vera protezione, in linea con l'insegnamento buddhista, è garantita dai Tre Gioielli e cioè Buddha, il Dharma e lo Sangha. Il buddista è chi ottiene protezione dai Tre Gioielli.
Si può tracciare l'evolversi di questo pensiero attraverso i suoi scritti. In A Survey of Buddhism suggerisce che il Bodhisattva Mahasattva allaccia i fili dei vari insegnamenti. Qualche anno più tardi in Three Jewels è invece centrale la ricerca della protezione. Approfondisce in seguito il concetto in A History of My Going For Refuge asserendo che questa ricerca era originariamente intesa per buddismo.
In questo libro traccia un ordine gerarchico per i praticanti.
La ricerca etnica è quando si nasce in una cultura buddista e la pratica è l'effetto dell'ambiente circostante più che di un impegno personale. La ricerca provvisoria è quando si decide di impegnarsi nella pratica. La ricerca effettiva è quando la pratica è centrale e quindi l'impegno si manifesta nei comportamenti etici e l'abilità è tangibile. La ricerca reale è quando insorge il Bodhicitta che procede verso il risveglio. La protezione assoluta è l'ottenimento del Dharmakāya.
L'altro tema chiave del suo insegnamento è l'importanza dell'amicizia. Le lodi dell'amicizia spirituale (Kalyana mitrata) frequenti nei commentari buddisti hanno spinto Sangharakshita ad incoraggiare i suoi seguaci ad esplorare l'amicizia come pratica spirituale. Infatti si dice che l'Ordine che ha fondato è semplicemente una rete di amicizie tra persone in ricerca effettiva.
Il WBO non è monastico o laico, e questo aspetto dell'insegnamento ha trovato disapprovazioni tra i buddisti tradizionali. Di proposito ha voluto moderare la distinzione tra laici e monaci perché in India ha osservato che spesso i monaci non andavano oltre i dibattiti, e molti laici devoti invece erano dei praticanti effettivi(ricerca effettiva).
Il Buddismo Mahāyāna attraverso testi come il Vimalakīrti Nirdeśa Sūtra critica esplicitamente l'idea che solamente i monaci possano praticare effettivamente tuttavia il WBO è il solo dove l'accento è posto unicamente sulla ricerca effettiva. Dal momento che i membri dell'ordine non sono necessariamente celibi o nubili, i monaci e le monache degli ordini tradizionali di solito li considerano laici anche se i membri stessi del WBO che praticano a tempo pieno non si considerano del tutto laici e allo stesso tempo non monaci in quanto non necessariamente seguono il codice monastico (Vinaya).
L'altro insegnamento enfatizzato da Sangharakshita è il concetto dei due tipi di Origine Dipendente o Coproduzione condizionata. Il primo, familiare ai più, suggerisce che le cose si originano reciprocamente e che si passa continuamente da uno stato all'altro come la nascita e la morte, il piacere e il dolore. Da questa prospettiva il raggiungimento del Nirvana è la distruzione di questi cicli. Il secondo suggerisce che alcune cose si originano dipendentemente da cause e procedono in maniera progressiva come la sofferenza conduce alla fede, quindi la fede alla gioia e così via. Da questo punto di vista il Nirvana è originato dipendentemente come trapela da alcuni testi del canone Pali trascurati dai theravadin. Tuttavia questo particolare insegnamento ha il merito di mostrare come l'Origine Dipendente sia un modello di realtà che contiene ogni cosa, ad esempio tanto il trascendente quanto il fenomenico, tanto il profondo quanto il manifesto (v. vacuità).

## Pubblicazioni

### Sul buddismo in generale
- A Survey of Buddhism (1957, 2001)
- The Three Jewels (1967, 1998)
- A Guide to the Buddhist Path (1990, 1996)

### Commentari
- Wisdom Beyond Words: percezione e non-percezione nella tradizione prajnaparamita
- The Inconceivable Emancipation: tematiche dal Vimalakirti Nirdesa Sutra
- The Drama of Cosmic Enlightenment: parabole, miti e simboli del Sutra del Loto
- Know Your Mind: l'ambito psicologico dell'etica nel buddismo
- Living with Awareness: guida al Satipatthana Sutta

### Autobiografie
- The Rainbow Road: from Tooting Broadway to Kalimpong
- Facing Mount Kanchenjunga
- In the Sign of the Golden Wheel
- Moving Against the Stream: The Birth of a New Buddhist Movement
- The History of My Going For Refuge

### Altro
- Complete Poems 1941 - 1994
- The Religion of Art
- Ambedkar and Buddhism
- Was the Buddha a Bhikkhu?